# Levné knihy

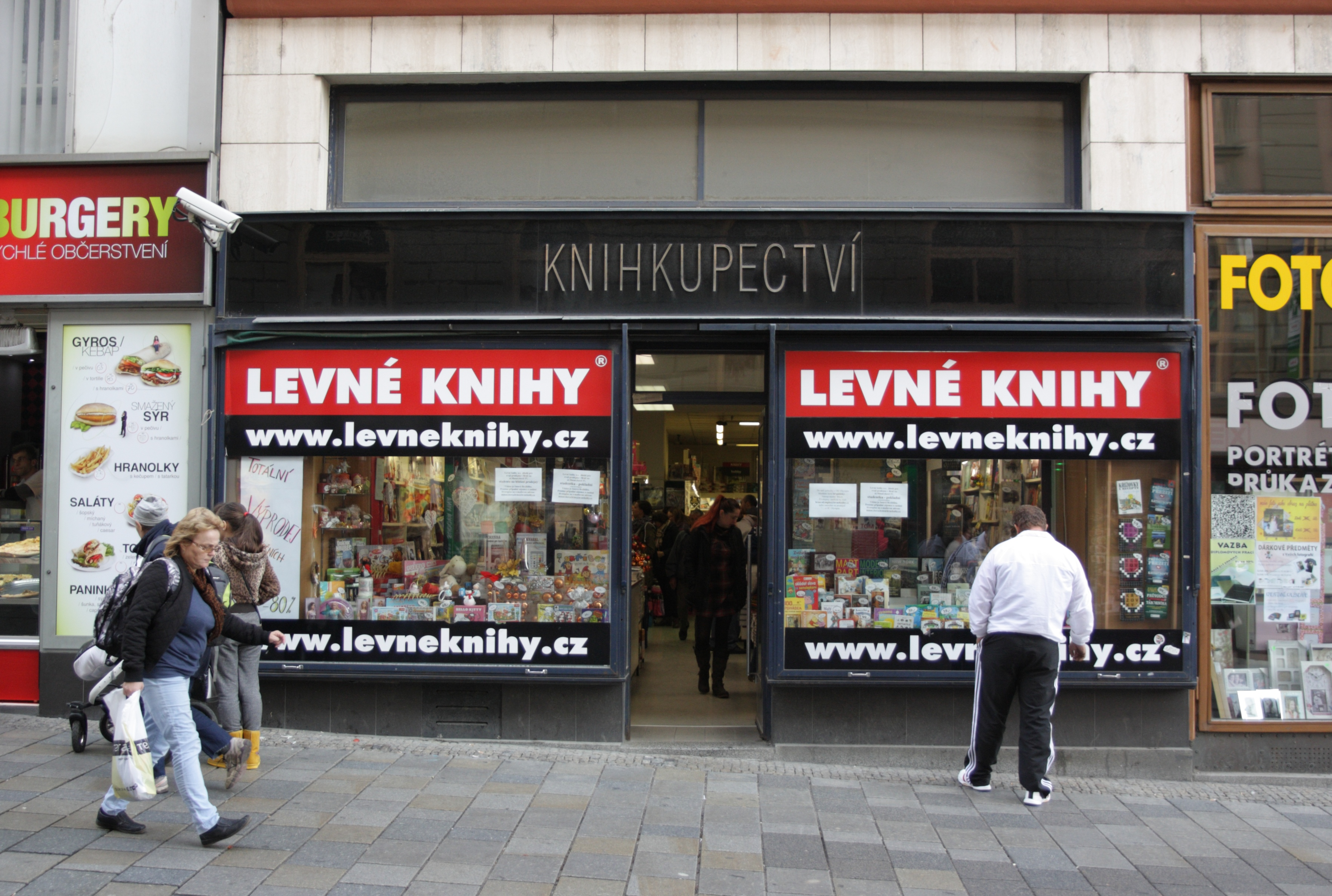
Prodejna Levné knihy na Masarykově ulici v Brně

Levné knihy je česká síť prodejen, která začala na českém trhu působit v roce 1996. Levné knihy prodávají především knihy, časopisy, kalendáře, CD, DVD, plakáty, puzzle, hračky, a také školní a kancelářské potřeby. Společnost má 56 prodejen po celé republice a e-shop. Od roku 2008 celou maloobchodní síť a internetový obchod provozuje společnost Levné knihy a.s.
Od roku 2000 působily Levné knihy zároveň jako nakladatelství. Do roku 2011 vydalo přes tisíc titulů. Nakladatelství se zaměřilo především na vydávání klasické české a světové literatury (obvykle s prošlými autorskými právy). Po roce 2004 vydávalo také levná DVD. Svou činnost zahájila společnost v prosinci 2004 vydáváním řady nazvané Zlatý fond světového filmu, ve které se objevila plejáda režisérů světové kinematografie (Ingmar Bergman, Federico Fellini, Carlos Saura, Luis Buñuel, Sergej Ejzenštejn, Pier Paolo Pasolini, Michelangelo Antonioni ad.). Po výrazném úspěchu postupně Levné knihy opustily označování filmové řady jako Zlatý fond světového filmu, časem vznikla další řada levných DVD, nazvaná Edice náročného diváka. České kinematografii byly věnovány dvě poněkud kontroverzní řady – první z nich, Filmy patří lidu, se věnovala ideologickým snímkům vzniklým v 50. letech. Druhá řada, Normalizační filmy, obsahovala filmy vzniklé v 70. a 80. letech.
Levné knihy mají také svůj e-shop. Vlastníkem levných knih je společnost Levné knihy a.s.

Od února 2023 je možné na pobočkách společnosti odevzdávat knihy určené k prodeji přes Knihobot.